# Thomas B. Miller
Thomas Byron Miller (* 11. August 1896 in Plymouth, Luzerne County, Pennsylvania; † 20. März 1976 in Wilkes-Barre, Pennsylvania) war ein US-amerikanischer Politiker. Zwischen 1942 und 1945 vertrat er den Bundesstaat Pennsylvania im US-Repräsentantenhaus.

## Werdegang
Thomas Miller besuchte die öffentlichen Schulen seiner Heimat und die Hillman Academy. Nach einem anschließenden Jurastudium am Dickinson College in Carlisle und seiner 1916 erfolgten Zulassung als Rechtsanwalt begann er in Wilkes-Barre in diesem Beruf zu arbeiten. In den Jahren 1918 und 1919 diente er – auch während der Endphase des Ersten Weltkrieges – in einer Artillerieeinheit der US Army.
Politisch war Miller Mitglied der Republikanischen Partei. Nach dem Rücktritt des Abgeordneten J. Harold Flannery wurde er bei der fälligen Nachwahl für den zwölften Sitz von Pennsylvania als dessen Nachfolger in das US-Repräsentantenhaus in Washington, D.C. gewählt, wo er am 19. Mai 1942 sein neues Mandat antrat. Nach einer Wiederwahl konnte er bis zum 3. Januar 1945 im Kongress verbleiben. Diese Zeit war von den Ereignissen des Zweiten Weltkrieges geprägt.
Nach dem Ende seiner Zeit im US-Repräsentantenhaus praktizierte Thomas Miller als Anwalt in Washington D.C. Außerdem war er im Bankgewerbe tätig. Er starb am 20. März 1976 in Wilkes-Barre.